# Still Reportin'...
Albums de Tragedy Khadafi
Against All Odds
(2001) Q.U. Soldier
(2005)
Singles
1. Stay Free
Sortie : 9 septembre 2002
2. U Make Me
Sortie : 22 avril 2003
3. Hood
Sortie : 11 novembre 2003

Still Reportin'... est le quatrième album studio de Tragedy Khadafi, sorti le 21 octobre 2003.
L'album s'est classé 53e au Top R&B/Hip-Hop Albums.

## Liste des titres
| No  | Titre                                                           | Contient un (des) sample(s) de                      | Durée |
| --- | --------------------------------------------------------------- | --------------------------------------------------- | ----- |
| 1.  | Still Reportin' (Produit par William Cooper)                    | All in Love Is Fair de Stevie Wonder                | 3:04  |
| 2.  | Neva Die Alone Pt. II (Produit par Scram Jones)                 |                                                     | 3:52  |
| 3.  | The Code (featuring Havoc et Littles – Produit par Scram Jones) |                                                     | 4:16  |
| 4.  | Hood (featuring Christ Castro – Produit par Dart La)            |                                                     | 4:48  |
| 5.  | Hood Love (featuring Rashida – Produit par William Cooper)      | You Are My Joy (Interlude) de Faith Evans           | 3:41  |
| 6.  | The Message (Aura Check) (Produit par William Cooper)           | Door to Your Heart des Dramatics                    | 3:57  |
| 7.  | Wake the Dead (Black Aura Skit) (Produit par William Cooper)    | People Make the World Go Round des Stylistics       | 1:16  |
| 8.  | Walk Wit Me (911) (Produit par Sha Money XL)                    |                                                     | 6:03  |
| 9.  | U Make Me (featuring Capone et Littles – Produit par Ben Grimm) |                                                     | 3:59  |
| 10. | The Truth (featuring Christ Castro – Produit par Just One)      |                                                     | 3:42  |
| 11. | Fall Back (featuring Havoc – Produit par Scram Jones)           |                                                     | 3:53  |
| 12. | Can't Figure (featuring V-12 – Produit par Ben Grimm)           |                                                     | 4:17  |
| 13. | Eloheem (Produit par Dart La)                                   |                                                     | 2:14  |
| 14. | Crying on the Inside (Produit par Scram Jones)                  | I Can't Live Without Your Love de Teddy Pendergrass | 5:25  |